# Kumata Hill
Der Kumata Hill (englisch; bulgarisch хълм Кумата chalm Kumata) ist ein 614 m hoher und teilweise unvereister Hügel im Grahamland auf der Antarktischen Halbinsel. Auf der Trinity-Halbinsel ragt er östlich des Stepup Col, 6,9 km nordnordwestlich des McCalman Peak, 3,08 km östlich des Marten Crag, 7,88 km südsüdwestlich des Kanitz-Nunataks und 3,37 km westsüdwestlich des Kain-Nunataks auf. Das Broad Valley liegt nördlich, der Cugnot-Piedmont-Gletscher südlich von ihm.
Deutsche und britische Wissenschaftler nahmen 1996 seine Kartierung vor. Die bulgarische Kommission für Antarktische Geographische Namen benannte ihn 2010 nach der Berghütte Kumata im Witoschagebirge im Westen Bulgariens.